# Çatalhöyük
Çatalhöyük (turška izgovarjava: (tʃaˈtaɫhøjyk; çatal pomeni "vilice", höyük pa "grič") ) je arheološko nahajališče neolitskega naselja v južni Anatoliji (jugovzhodno od mesta Konya – starodavni Iconium) iz okoli 7400–5200 pr. n. št. To je največje in najbolje ohranjeno neolitsko nahajališče, ki so ga našli do zdaj. Julija 2012 je bil kot enkraten zgled evolucije družbe in kulture s prilagoditvijo človeka staroselskemu načinu življenja vpisan na Unescov seznam svetovne dediščine.
To je obdobje, ko je predkeramična faza neopazno prešla v keramično. Naselje je bilo med dvema gričema, na površini okoli 170 000 m². V njem je živelo okoli 5000 prebivalcev. Višji vzhodni grič vsebuje dokaze 18 slojev neolitskih naselij od 7400 do 6200 pr. n. št., v zahodnem griču pa so našli dokazi kulturne evolucije iz bakrene dobe od 6200 do 5200 pr. n. št.
Naselje je največji razcvet doživelo med 6250 in 5400 pr. n. št. Ljudje so živeli v kvadratnih hišah s površino 25 m². Ni bilo ulic in hiše so bile nagrmadene ena na drugo, vstopalo se je prek strehe (terase), na kateri so se odvijala tudi vsakodnevna opravila. Pod in zidovi so bili obloženi z ilovico. Bilo je veliko religioznih simbolov, ki kažejo boj svetlobe in teme. Na zidovih so bile naslikane in vrezane glave bikov in drugi prizori (lovski prizori, človeška bitja, ki jih razlagajo kot prikaz bogov).
Grobovi so pod hišnimi tlemi. Meso so pred pokopom odstranili z okostja. Deli okostja so bili pogosto obarvani z oker, plavo ali zeleno barvo, nato so jih zavili v rogoznice in pokopali. Običajno je bilo mnogo grobnih pridatkov (glineni pečati, zrna poldragih kamnov ali liti baker, lesena posoda, tekstil ...).

## Arheologija
Prvi je tu izkopaval James Mellaart leta 1958. Pozneje je vodil skupino, ki je izkopavala štiri sezone med letoma 1961 in 1965. Ta izkopavanja so odkrila, da je bil ta del Anatolije središče napredne kulture v neolitiku. Mellaart je bil iz Turčije pregnan zaradi vpletenosti v afero Dorak, ker je objavil načrte o domnevno pomembnih artefaktih iz bronaste dobe, ki so pozneje izginili.
Po tem škandalu je delo zastalo do leta 1993, ko se je začelo raziskovanje pod vodstvom Iana Hodderja,  nato pa je nadaljevala Univerza iz Cambridgea.  Te raziskave so med najbolj velikopoteznimi projekti izkopavanj. Poleg obsežne uporabe arheološke znanosti so uporabljali psihološke in umetniške razlage simbolike stenskih poslikav. Hodder, nekdanji učenec Mellaarta, je izbral mesto kot prvi test "resničnega sveta", njegove takratne kontroverzne teorije poprocesne arheologije.
Od leta 2012 vodi mednarodno skupino konservatorjev, ki prihajajo z Univerze v Cardiffu in Londonu, Ashley Morgan Lingle.

## Kultura
Çatalhöyük je v celoti sestavljen iz stanovanjskih zgradb, očitno ni bilo javnih zgradb. Medtem ko so nekatere večje precej bogato okrašene s freskami, namen teh prostorov ostaja nejasen. 
Število prebivalcev v vzhodnem griču je bil ocenjen na do 10.000 ljudi, vendar se je število verjetno spreminjalo. Povprečno število prebivalcev naj bi bilo med 5000 do 7000. Prebivalci so živeli v hišah, zidanih iz blata, ki so bile nagnetene skupaj. Med stanovanji, ki so bila nagnetena v satja kot labirint, ni bilo nobene pešpoti ali ceste. V hiše so vstopali skozi luknje v stropu, po lestvah in stopnicah. Na strehah so bile ulice. Stropne odprtine so bile edini vir prezračevanja, ki je omogočal odvod dima iz odprtega ognjišča in peči.
Vse sobe so bile čiste. Arheologi so našli zelo malo smeti v stavbah, nekaj so jih našli zunaj ruševin, odplake in odpadke hrane, pa tudi velike količine lesnega pepela. Ob lepem vremenu se je veliko dnevnih dejavnosti odvijalo na strehah, ki so oblikovale trge. V poznejših obdobjih so se pojavljajo velike komunalne peči, zgrajene na strehah. Hiše so obnavljali z delnim rušenjem in gradnjo na temelju ruševin, kar je postopamo višalo grič. Odkrili so 18 ravni naselja.
Človeške ostanke so našli v jamah pod tlemi in še posebej pod dimniki, znotraj pod glavnimi prostori in pod posteljami. V nekaterih primerih so bili grobovi odprti in glave odstranjene od okostja. Morda so jih uporabljali pri obredih. Nekatere lobanje so bile ometane in pobarvane z oker barvo, da bi poustvarili obraze, podobno kot na neolitskih krajih v Siriji in Jerihu.
Freske in figurice so našli po celotnem naselju, na notranjih in zunanjih stenah. Značilne glinene figurice žensk, predvsem sedeče ženske, so našli v zgornjih ravneh mesta. Čeprav niso prepoznali nobenega templja, grobovi, freske in figurice kažejo, da so imeli ljudje Çatalhöyüka religijo, bogato s simboli. Sobe, v katerih je bilo veliko teh predmetov, so bile morda svetišča ali javne površine za srečanja. Prevladujejo podobe moških z erekcijo, lovski prizori, rdeče podobe izumrlega tura (divje govedo), jelenov in jastrebi. Na stenah so bili vklesani tudi reliefi.
Živina, predvsem govedo so bili naslikani na stenah. Slike vasi z dvema gorskima vrhovoma Hasan Dag v ozadju so pogoste na najstarejših slojih in predstavljajo prvo krajinsko slikarstvo. Arheologi si te poslikave različno razlagajo.
Çatalhöyük ni imel nobenih očitnih družbenih razredov, niso našli nobene hiše z izrazitimi značilnostmi hirearhije ali vere. Najnovejše raziskave kažejo tudi malo socialnega razlikovanja glede na spol, moški in ženske so se enako prehranjevali in zdi se, da so imeli enak družbeni status, kar je običajno v paleolitskih kulturah.
V višjih stopnjah nahajališča postane jasno, da so ljudje Çatalhöyüka poznali kmetijstvo in udomačitev živali. Ženske figurice so v posodah, ki so jih uporabljali za skladiščenje žit, kot sta pšenica in ječmen. Domnevajo, da so figurice božanstvo, ki varuje žito. Gojili so grah, mandlje, pistacije in sadje. Ovce so že bile udomačene, kar kaže na začetek udomačitve goveda. Vendar pa je bil lov še vedno glavni vir hrane za skupnost. Lončarstvo in orodje iz obsidiana je bila velika industrija; orodje iz obsidiana so verjetno uporabljali in z njim trgovali tudi za mediteranske morske školjke in kremen iz Sirije.
- Artefakti
- Izkopavanja na južnem delu
- Zgodnji ostanki tekstila
- Slike božanstev
- Freska tura, jelena in ljudi
- Relief dveh levov, obrnjenih drug proti drugemu
- Turova glava
- Slika zgodnjega izkopavanja v Çatalhöyüku
- Boginja na leopardjem prestolu. Ženski antropomorfni lik iz Çatalhöyüka.